# Real Sport Clube
Real Sport Clube, kortweg Real SC, is een Portugese voetbalclub uit Queluz. De club ontstond op 7 augustus 1995 uit een fusie tussen Grupo Desportivo de Queluz (opgericht op 25 december 1951) en Clube Desportivo e Recreativo de Massamá (opgericht op 9 april 1950).
De oprichtingsdatum van GD Queluz werd aangehouden voor de fusieclub omdat deze club eerder ingeschreven was bij de Portugese voetbalbond. De naam verwijst naar het Paleis van Queluz dat in gebruik was bij het Portugese koningshuis. 
De fusieclub kwam in 2005 voor het eerst op het derde niveau te spelen. In 2006 won Real SC haar poule maar promoveerde niet via de play-offs. Tussen 2011 en 2015 zakte de club weer weg maar keerde toen terug op het derde niveau. In 2017 werd Real SC kampioen en promoveerde voor het eerst naar de Segunda Liga. In 2018 degradeerde de club echter direct weer terug. Voor het seizoen van 2023/24 is de club echter afgezakt naar het vierde niveau, de Campeonato de Portugal.

## Bekende (oud-)spelers
- Diogo Amado
- Wilson Eduardo
- Rabiu Ibrahim
- André Martins
- Garry Mendes Rodrigues
- Nani (jeugd)
- William Owusu Acheampong
- Toni Silva
- Ricardo Vaz Tê (jeugd)